# Meistersextett
Das Meistersextett war eine nach nationalsozialistischen Vorgaben umbesetzte Nachfolgeformation der Comedian Harmonists. Es bestand von 1935 bis 1941.

## Geschichte

### Besetzung
Die Mitglieder der Gruppe waren in den ersten Jahren:
| Ari Leschnikoff      | (1897–1978) | 1. Tenor |
| Richard Sengeleitner | (1903–1980) | 2. Tenor |
| Fred Kassen          | (1903–1972) | 3. Tenor |
| Walther Blanke       | (1902–1986) | Bariton  |
| Robert Biberti       | (1902–1985) | Bass     |
| Erwin Bootz          | (1907–1982) | Pianist  |

### Werdegang

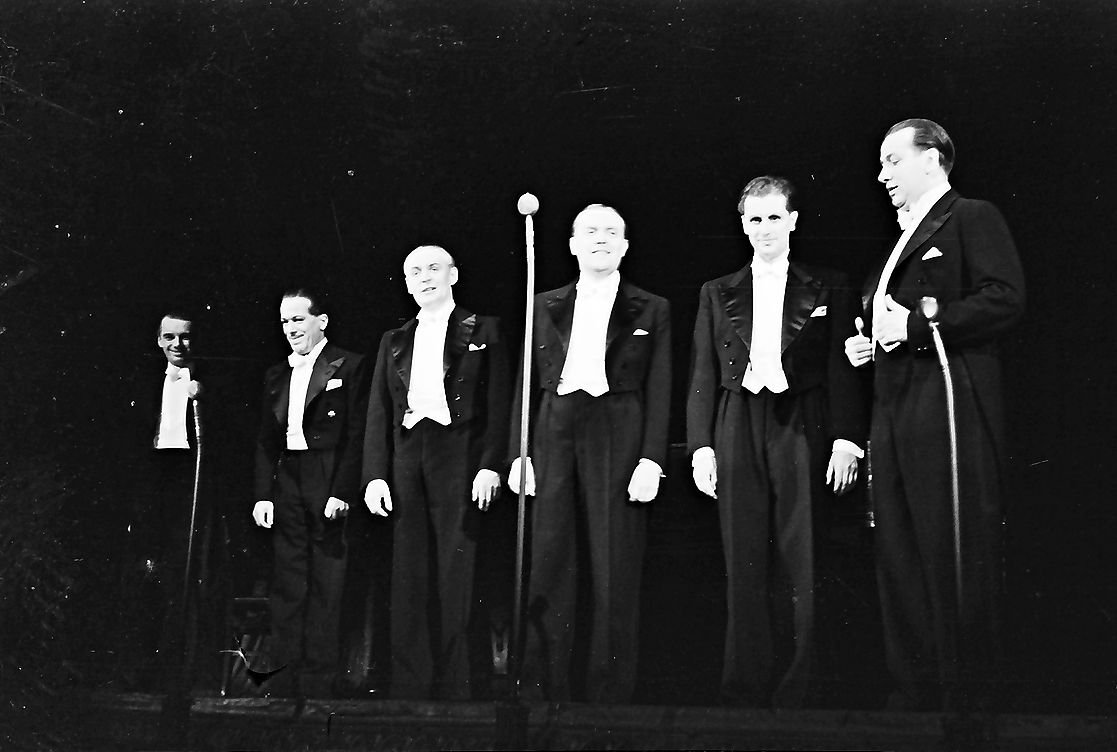
Das Meistersextett in der Berliner Scala, 1937

Gegründet wurde das Vokalensemble 1935 in Berlin nach der zwangsweisen Aufsplittung der Comedian Harmonists als Meistersextett, früher Comedian Harmonists. Die Nationalsozialisten hatten mit Blick auf die am 1. November 1933 erlassene Verordnung zur Durchführung des Reichskulturkammergesetzes eine weitere Zusammenarbeit der Comedian Harmonists in ihrer bestehenden Zusammensetzung unmöglich gemacht. Die Gruppe einigte sich darauf, dass aus den beiden Teilen jeweils wieder eine neue Gruppe gebildet werden sollte. So trennte sich die Gruppe, die drei sogenannten Arier blieben in Deutschland, die Nichtarier gingen ins Ausland.
Mit Datum vom 21. November 1935 wurde den in Deutschland gebliebenen Sängern von der Reichsmusikkammer gestattet, sich vorläufig Meistersextett, früher Comedian Harmonists zu nennen. Die verbliebenen Mitglieder engagierten Ersatz für die emigrierten Sänger. Die neuen Sänger waren jedoch nicht gleichberechtigte Mitglieder des Ensembles, sondern Angestellte. In der Zeit seines Bestehens änderte sich die Zusammensetzung des Meistersextetts häufig.
Erste Plattenaufnahmen entstanden bei Electrola am 20. August 1935, von denen Tausendmal war ich im Traum bei Dir / Drüben in der Heimat (EG #3417) als erste veröffentlicht wurde. Am 18. Oktober 1935 hatte die Gruppe ihr erstes Konzert im Konzert- und Ballhaus „Tivoli“ in Freiberg, tags darauf trat sie im Hotel Stadt Dresden in Kamenz auf.
Einen neuverfassten Vertrag unterzeichneten Walther Blanke und Richard Sengeleitner nicht. Sie wurden daraufhin von Alfred Grunert und Herbert Imlau ersetzt. Von August bis Oktober 1936 wirkte der ehemalige Erste Tenor der Kardosch-Sänger, Zeno Coste, bei den Aufnahmen des Meistersextetts mit da Grunert vorübergehend wegen angeblicher „Rassenschande“ aus der Reichsmusikkammer ausgeschlossen war. 
Bekannt wurde die Meistersextett-Fassung von Ich wollt’ ich wär’ ein Huhn (EG #3723), die am 28. August 1936 aufgenommen und ab September 1936 vermarktet wurde. Es handelte sich um eine Coverversion des UFA-Filmschlagers aus dem Film Glückskinder (1936).
Ende 1938 verließ nach künstlerischen Differenzen, insbesondere mit Biberti, der Pianist und musikalische Leiter Bootz die Gruppe und wechselte als Komponist/Texter und musikalischer Leiter zum Berliner Kabarett der Komiker. Rudolf Zeller wurde neuer Pianist, als Arrangeur fungierte insbesondere Bruno Seidler-Winkler, der später als Dirigent beim Soldatenlied Lili Marleen von Lale Andersen tätig war.
Der Niedergang des Sextetts war nicht mehr aufzuhalten. Nach einer letzten Tournee durch Italien lehnte am 26. Mai 1939 die Electrola die Veröffentlichung der Lieder Bel ami und Penny-Serenade mit der Begründung ab: „Es fehlt diesen Aufnahmen an der Lebendigkeit und vortragsmäßigen Differenzierung und Ausgeglichenheit“. Als Biberti sich immer stärker als Gründer und künstlerischer Leiter artikulierte, wuchsen die Konflikte mit dem einzig verbliebenen Gründungsmitglied Ari Leschnikoff und den neuen Mitgliedern, wie kurzzeitig Hans von Bachmayr-Heyda. Nach Beginn des Zweiten Weltkriegs wurde die Situation der Gruppe immer unübersichtlicher, und letztlich hatte Biberti alle Verträge gekündigt. Diese verworrene Situation wurde durch ein Auftrittsverbot der Reichsmusikkammer vom 24. November 1941 besiegelt und beendete die Existenz des Meistersextetts.
Alle früheren sechs Mitglieder der Comedian Harmonists überlebten den Zweiten Weltkrieg, traten aber nicht mehr gemeinsam auf. 1998 erhielten sie postum den Musikpreis Echo für ihr Lebenswerk.
Herbert Imlau gründete 1947 das Comedian-Quartett.

## Gesangsstil und Repertoire
Das Meistersextett gehörte zur Kategorie der A-cappella-Vokalgruppen, die bis auf Pianobegleitung ohne Instrumente auskamen und deren Gesang auf Close-Harmony-Effekte abgestimmt war. Das Ensemble führte den musikalischen Stil der Comedian Harmonists fort.

## Diskografie, Katalog-Nr. und Aufnahmedatum in Klammern
- Tausend Mal war ich im Traum bei dir (aus dem Ufa-Tonfilm Amphitryon) / Drüben in der Heimat (EG #3417, 16. September 1935), September 1935
- In Mexico / Ich wollt’ ich wär’ ein Huhn (EG #3723, 28. August 1936), September 1936
- Ich sing mein Lied heut’ nur für Dich / Drunt’ in der Lobau (EG #3768, 12. November 1936), Dezember 1936
- Was nicht ist, kann noch werden / Die Juliska aus Budapest (EG #6072, 15. September 1937), September 1937
- O, ich glaub’, ich hab’ mich verliebt / Ich hab’ für Dich ’nen Blumentopf bestellt (EG #6431, 5. Mai 1938), Mai 1938
- Meistersextett, früher Comedian Harmonists, 4-CD-Box, Gesamtaufnahme sämtlicher Schellacks, veröffentlicht: 1. Juli 2003